# Neophema elegans
Il pappagallo elegante (Neophema elegans (Gould, 1837)) è un uccello della famiglia degli Psittaculidi originario delle regioni meridionali e sud-occidentali dell'Australia.

## Descrizione

### Dimensioni
Misura 22-23 cm di lunghezza, per un peso di 42-51 g.

### Aspetto
Il pappagallo elegante è estremamente simile al pappagallo aliblu (Neophema chrysostoma), ma il suo piumaggio è più brillante e presenta toni più giallastri, specialmente sul petto. Le copritrici alari interne sono dello stesso colore della mantellina, e ciò riduce l'estensione delle zone di colore blu dell'ala. La parte esterna delle copritrici centrali è di colore azzurro chiaro. Una sottile linea celeste sovrasta la linea nera che attraversa la fronte e che mette in evidenza la macchia gialla post-oculare. La colorazione bronzea del vertice è assente. Il piumaggio della femmina è di un verde oliva più scuro. Gli immaturi sono simili alle femmine, ma in essi la linea frontale è a malapena visibile.

### Voce
I pappagalli eleganti emettono degli zit, tsit-tsit o degli "tsit-tsit-tsit" rochi. Completano il loro repertorio vocale con dei cinguettii delicati che emettono mentre si alimentano.

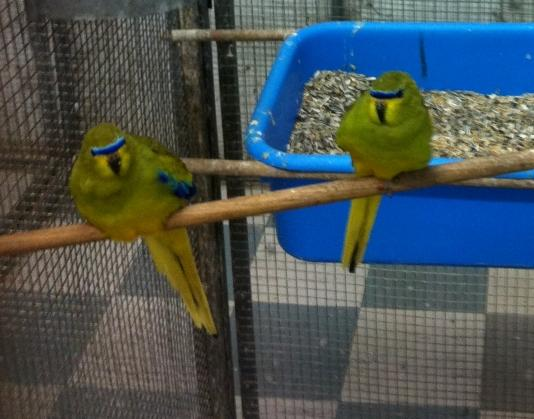

## Biologia
Al di fuori della stagione riproduttiva, i pappagalli eleganti formano grandi aggregazioni, spesso in associazione con i pappagalli aliblu nel sud-est del Paese. Si radunano nelle praterie e nelle boscaglie per raccogliere semi sia di piante native che di piante erbacee che sono state importate.
Questi pappagalli conducono in parte un'esistenza nomade, specialmente gli esemplari che vivono lungo i confini esterni dell'areale. Si possono registrare anche spostamenti locali di bassa intensità. Gli esemplari che nidificano sull'isola dei Canguri da novembre ad aprile, terminata l'attività riproduttiva, fanno ritorno sul continente per sistemarsi nei loro quartieri invernali.

### Alimentazione
I pappagalli eleganti sono quasi esclusivamente vegetariani. La loro dieta è costituita da semi di trifoglio o di girasole e di altre piante dei generi Helianthus, Trifolium e Paspalum. Apprezzano anche il berberis (Jeffersonia diphylla) e il crespino comune, le cui foglie cambiano spesso colore.

### Riproduzione
I pappagalli eleganti nidificano da agosto a novembre. Sistemano generalmente il loro nido all'interno della cavità di un albero ad un'altezza molto elevata dal suolo. Spesso il nido viene costruito anche sui rami più alti di alberi isolati o di alberi che crescono in boschetti che ne sono poco forniti. La covata comprende 4 o 5 uova che vengono covate per circa 18 giorni. I pulcini sono nidicoli e si alzano in volo solamente a partire dal mese di età.

## Distribuzione e habitat
I pappagalli eleganti sono endemici dell'Australia. Il loro areale ha una localizzazione geografica assai ristretta: si trovano solamente nell'angolo sud-occidentale dell'Australia Occidentale (dintorni di Perth e di Albany) e nel centro dell'Australia Meridionale (regione di Adelaide). Sono presenti anche sull'isola dei Canguri. Malgrado la sua separazione in due popolazioni distinte, distinti l'una dall'altra alcune centinaia di chilometri, la specie viene considerata monotipica. Gli esemplari appartenenti alla popolazione sud-occidentale, talvolta indicati come una razza a parte, N. e. carteri, non presentano infatti differenze sostanziali che ne giustifichino il riconoscimento come sottospecie.
I pappagalli eleganti frequentano le dune costiere o in prossimità del litorale, le praterie boscose e arbustive, le zone ricoperte da mallee (piccoli eucalipti che, più che alberi, ricordano grossi cespugli) e boschetti di eucalipto. Si possono trovare anche nelle macchie di acacie, negli altopiani non troppo elevati ove crescono alberi di bluebush (Acacia caesiella) o nelle pianure in cui vi siano piante di atriplice (Atriplex). Apprezzano in particolar modo i boschetti presenti in aree che sono state sfoltite dalla troppa vegetazione.

## Tassonomia
Sebbene il consenso tra gli ornitologi non sia unanime, la International Ornithologists’ Union riconosce due sottospecie:
- N. e. elegans (Gould, 1837), diffusa nella regione centro-meridionale dell'Australia Meridionale;
- N. e. carteri (Mathews, 1912), diffusa nella regione sud-occidentale dell'Australia Occidentale.

## Conservazione
Secondo Handbook of the Birds of the World, la specie non sarebbe minacciata a livello globale. Essa è piuttosto comune, soprattutto nel sud-ovest del Paese. Fino agli anni '30 la sua popolazione è stata in costante crescita, in seguito all'utilizzo di pascoli coltivati a trifoglio.